# L'Europe aux cent drapeaux
 (mars 2024).
L'Europe aux cent drapeaux est un concept développé par le nationaliste breton Yann Fouéré dans son livre de 1968, L'Europe aux cent drapeaux. Essai pour servir à la construction de l'Europe,. Il propose un nouveau dessin des frontières européennes, qui ressemble à une carte du continent européen au Moyen Âge, avec la création d'États pour les Basques, les Bretons et les Flamands,. Ces régions seraient conçues pour promouvoir le régionalisme et le fédéralisme européen en remplacement du nationalisme, et redéfinissent plus strictement les frontières européennes extrêmes en termes de régions historiques « authentiques » ethniquement ou linguistiquement homogènes. Ces États individuellement ethniquement « purs » seraient alors incorporés dans un « cadre paneuropéen post-libéral »,,.
Cependant, bien que l'Europe aux cent drapeaux s'oppose au nationalisme de droite historique, il a été adopté par de nombreux membres de l'extrême droite, comme ceux de la Mouvance identitaire et de la Nouvelle Droite, et a été décrit comme un « multiculturalisme de droite », basé sur l'exclusion, l'homogénéité et l'ethnorégionalisme,. 
L'Europe aux cent drapeaux a été réédité par les Presses d'Europe en 1976 (avec la préface d'Alexandre Marc), par Chadenn Celtics en 2004 et par la Fondation Yann Fouéré en 2011.

## Regard international
Le concept a été commenté à l'international. L'Oxford Handbook of the Radical Right l'a notamment décrit comme « une exception mineure à la préférence de la droite jacobine pour le nationalisme ethnique »[réf. nécessaire]. 
Le politologue Alberto Spektorowski (es) le décrit comme un moyen pour la droite radicale de reconnaître publiquement les étrangers tout en les empêchant de s'assimiler ou d'acquérir le pouvoir politique.
Le concept fédéraliste radical d'éclatement de l'Europe en « patries charnelles » (pour reprendre l'expression de Saint-Loup), petites régions auto-administrées, a été évoqué par le comte Helmuth James von Moltke, l'un des membres du cercle de Kreisau — groupe clandestin qui s'opposait à Adolf Hitler et au régime nazi — comme un éventuel système politique post-nazi pour le continent.